# Dhammazedi nagyharang
A Dhammazedi nagyharang (burmaiul: ဓမ္မစေတီခေါင်းလောင်းကြီး IPA: dəma̰zèdì kʰáʊɰ̃láʊɰ̃ dʑí, magyaros átírásban Dhammazedi kaunlaun kjí) egy a mai Mianmar területén készített óriási bronzharang volt, amely valószínűleg a valaha készült legnagyobb és legnehezebb harang volt a világon. 1484. február 5-én öntötték Dhammazedinek, Hanthawaddy Pegu királyának a parancsára, majd elrablásáig a bagani Svedagon pagoda mellett állt, a helyszín a mai főváros, Rangun területén található.

## Jellemzői
A harangot Dhammazedi király öntette a legszentebb burmai pagoda, a Svedagon pagoda számára. A kortárs szövegek szerint a harangot 180 000 peittha (más néven viss, körülbelül 294 000 kg) fémből öntötték, amely tartalmazott rezet és ónt, valamint ezüstöt és aranyat. A leírások alapján tizenkét taung magas (5,486 m) és nyolc taung (3,657 m) széles volt. Dhammazedi király ezzel egyidőben egy 500 viss súlyú kis harangot öntött és felajánlotta Buddhának.
1583-ban Gasparo Balbi velencei drágakő-kereskedő meglátogatta a Svedagon pagodát, és naplójában leírta Dhammazedi király nagyharangját is, amelyen fentről lefelé vésett írást talált, amelyet azonban nem tudott megfejteni:
„Találtam egy csarnokban egy nagyon nagy harangot, amelyet megmértünk, hét lépés és három kéz szélességűnek találtuk, és tele van betűkkel fentről lefelé, de nem volt olyan nemzet, amely meg tudta érteni őket."
Méreteire jellemző, hogy egyedül a moszkvai Cár-harang veszi fel vele a versenyt a maga 216 tonnájával, viszont az sohasem szólalt meg, az öntést követően összetört. A világ második legnagyobb megszólaltatható harangja szintén Mianmarban van, ám a Mingun harang „mindössze" 91 tonnát nyom.

## Története

### A harang öntése
A legenda szerint 1484-ben Dhammazedi király asztrológusa azt tanácsolta, hogy halasszák el a február 5-re tervezett harangöntést, mert az a Krokodil csillagkép kedvezőtlen állásának idejére esett, és azt jósolta, hogy emiatt a harang nem fog szépen szólni. Az uralkodó ezt nem vette figyelembe, és a harangnak elkészülte után állítólag kellemetlen lett a hangja.

### Elrablása és eltűnése
Az európai felfedezők és kereskedők  a 16. század elején léptek kapcsolatba Alsó-Burmával. Filipe de Brito e Nicote portugál hadvezér és zsoldos, akit Nga Zinka néven ismernek a burmaiak, valamikor az 1590-es években érkezett Alsó-Burmába. Abban az időben Syriam (ma Thanlyin néven ismert) volt a Taungoo Királyság legfontosabb tengeri kikötője.
1599-ben de Brito egy arakani sereget vezetett, amely megsarcolta  Syriamot és Pegut (mai nevén Bago), Alsó-Burma fővárosát. Az arakani király de Britót nevezte ki Syriam kormányzójává. 1600-ra de Brito kiterjesztette hatalmát a Bago folyón Dagonig és a környező vidékig. A kalandor 1603-ban kinyilvánította függetlenségét az arakani királytól, és Aires de Saldanha, Portugál India alkormányzójának vezetésével megalapozta a portugál uralmat.
1608-ban De Brito és emberei eltávolították a Dhammazedi nagyharangot a Svedagon pagodából, és a Singuttara-dombról egy Pazundaung-patakon várakozó tutajhoz gördítették. Innen az elefántokkal a harangot a Bago folyóhoz vonták. A harangot szállító tutajt de Brito zászlóshajójához rögzítették, hogy a folyón át Syriamba szállítsák, hogy ott beolvasszák és ágyúkat öntsenek belőle. A teher túl nehéznek bizonyult, és a Bago és a Rangun folyók összefolyásánál, a ma Monkey Point néven ismert területen, a tutaj összetört és a harang a folyófenékre süllyedt, magával rántva de Brito hajóját is. Az Anaukpetlun király vezette burmai erők 1613 szeptemberében visszafoglalták Syriamot, de Britot a tettéért karóbahúzással kivégezték.

## Kutatás a harang után
Sokan próbálták már megtalálni a harangot, eddig sikertelenül. James Blunt professzionális mélytengeri búvár 115 kutatómerülést hajtott végre, a terület tárgyainak szonárképeit használta fel útmutatóul. A keresést bonyolítja, hogy a környéken legalább három hajóroncs van. A víz igen zavaros és a látóviszonyok rendkívül rosszak. A harangot a vizsgálatok szerint akár 7,6 m iszap is boríthatja, amit két holland kelet-indiai hajó, a Komine és Koning David közeli roncsai és de Brito gályájának apró darabjaiból állapítottak meg.
2000-ben a burmai kormány felkért egy Mike Hatcher nevű angol tengerész tudóst és csapatát, hogy emeljék ki a harangot, hogy vissza lehessen állítani a pagodába. Hatcher beleegyezett a projekt irányításába, amelyben japán, ausztrál és amerikai vállalatok vettek részt. A projektet többen ellenezték: néhány demokráciapárti ellenzéki szerint a mentési akció úgy értelmezhető, hogy a nemzetközi közösség jóváhagyta Mianmar katonai diktatúráját, így meg kell várniuk, amíg a rezsimmel folytatott tárgyalások előrehaladnak, vagy amíg demokratikus kormány veszi át az uralmat.
2010 júliusában a Myanmar Times beszámolt arról, hogy egy ausztrál dokumentumfilmes és felfedező Damien Lay amásik külföldi, aki úgy döntött, hogy vállalja a projektet. Lay és csapata kiterjedt mederfenék-szkenneléses szonárfelméréseket és búvárműveleteket végzett, körülbelül négy négyzetkilométernyi folyófenéken, azon a területen, ahol a harang helyzetét vélték. Lay és csapata tizennégy hajóroncs jelenlétét azonosította és megerősítette, emellett két jelentős objektumot azonosított, és azt állította, hogy szonárképeket szerzett mind a harangról, mind de Brito gályájáról, de ezek helyszínét nem hozták nyilvánosságra. Azt állította, hogy mindkettő jóval azon a területen kívül található, ahol korábban a harangot keresték. Lay kijelentette, hogy bizonyítékai nem támasztják alá a harang helyét övező mítoszokat és legendákat, és hogy a harang helyét a történelem téves értelmezése jelentősen figyelmen kívül hagyta.
2012 júniusának végén a Kulturális Minisztérium Történettudományi Főosztálya és a szingapúri SD Mark International LLP Co megbeszélést tartott Rangunban, hogy egy újabb kutatást szervezzen a szingapúri céggel, amely 10 millió dollárt ígért a nonprofit projekt számára. 2014 augusztusában San Linn kutató azt állította, hogy megtalálták a harangot, és hogy készülnek a mentésre. Ezeket az állításokat azonban később hamisnak találták, és az expedíciót is igen sok kritika érte, így a harang keresése tovább folytatódik.

## Fordítás
- Ez a szócikk részben vagy egészben  a   Great Bell of Dhammazedi című angol Wikipédia-szócikk ezen változatának fordításán alapul.  Az eredeti cikk szerkesztőit annak laptörténete sorolja fel. Ez a jelzés csupán a megfogalmazás eredetét és a szerzői jogokat jelzi, nem szolgál a cikkben szereplő információk forrásmegjelöléseként.